# Lee Weeks
Lee Weeks est un dessinateur de bande dessinée américain qui travaille depuis 1986 dans l'industrie du comic book. Il est notamment connu pour ses histoires de Daredevil.

## Biographie
Lee Weeks fait ses études de dessinateur à la Kubert School. Son premier travail est pour Eclipse Comics où il dessine, encre et lettre une histoire courte parue dans le cinquième numéro de l'anthologie Tales of Terror en mars 1986. Il travaille ensuite pour Marvel Comics où il dessine des épisodes de Justice (1988–1989), The Destroyer (1989–1990), et surtout Daredevil de 1990 à 1992. En 1996, il quitte Marvel et dessine quelques comics pour Dark Horse Comics puis pour DC Comics. Il revient ensuite chez Marvel où il dessine de nombreuses séries  Spider-Man's Tangled Web en 2002, Captain America vol. 4 #17-20 en 2003, The Incredible Hulk vol. 3 en 2002 puis en 2005 et la mini-série consacrée à Captain Marvel en 2008. En 2013, il scénarise et dessine les trois premiers épisodes de la mini-série Daredevil: Dark Nights qui reçoit un très bon accueil critique. En 2015, il retourne chez DC pour dessiner Superman: Lois and Clark et en 2017 Batman/Elmer Fudd.

## Récompense
- 2003 :  Prix Haxtur de la meilleure histoire courte pour Spiderman : Question d'honneur, dans Spider-Man's Tangled Web (en) no 7 (avec Bruce Jones et Josef Rubinstein)
- 2019 : Prix Inkwell « tout-en-un », pour la qualité de ses encrages[1]

## Œuvres

### Dark Horse Comics
- Comics' Greatest World: Ghost (#3) (1993)
- Comics Greatest World: Monster (#4) (1993)
- Comics Greatest World: Pit Bulls (#2) (1993)
- Comics Greatest World: X (#1) (1993)
- Comics' Greatest World: Barb Wire (#9) (1993)
- Comics' Greatest World: Catalyst: Agents of Change (#8) (1993)
- Comics' Greatest World: Division 13 (#13) (1993)
- Comics' Greatest World: Hero Zero (#14) (1993)
- Comics' Greatest World: King Tiger (#15) (1993)
- Comics' Greatest World: Mecha (#6) (1993)
- Comics' Greatest World: Motorhead (#12) (1993)
- Comics' Greatest World: Out of the Vortex (#16) (1993)
- Comics' Greatest World: Rebel (#5) (1993)
- Comics' Greatest World: The Machine (#10) (1993)
- Comics' Greatest World: Titan (#7) (1993)
- Comics' Greatest World: Wolf Gang (#11) (1993)
- Predator vs. Magnus, Robot Fighter #1-2 (1992)

### DC Comics
- Batman vol. 3 #51-53, Annual #2 (2018)
- The Batman Chronicles #1, 7 (1995–1997)
- The Batman Chronicles: The Gauntlet #1 (1997)
- Batman/Elmer Fudd #1 (2017)
- Batman: Legends of the Dark Knight #100 (1997)
- Convergence: Superman #1 (2015)
- Detective Comics #679–680 (1994)
- Secret Origins vol. 3 #1 (Superman) (2014)
- Starman Secret Files #1 (1998)
- Superman: Futures End #1 (2014)
- Superman: Lois & Clark #1–8 (2015–2016)

### Eclipse Comics
- Miracleman #8 ("New Wave" backup story) (1986)
- The New Wave #2 (1986)

### Marvel Comics
- The Amazing Spider-Man vol. 2 #29 (2001)
- The Amazing Spider-Man #580, 627–629 (2009–2010)
- Avengers Finale #1 (2005)
- Captain America vol. 3 #18 (1999)
- Captain America vol. 4 #17–20 (2003–2004)
- Captain America vol. 5 #10 (2005)
- Captain Marvel vol. 6 #1–5 (2008)
- Civil War: Front Line #3–9 (2006)
- D.P. 7 Annual #1 (1987)
- Daredevil #284–285, 287–288, 291–295, 297–300, 380 (1990–1998)
- Daredevil vol. 2 #94 (2007)
- Daredevil: Dark Nights #1–3 (2013)
- The Destroyer #1, 3, 5, 8 (1989–1990)
- The Destroyer vol. 2 #1 (1991)
- Docteur Strange, Sorcerer Supreme #21–23 (1990)
- Fantastic Four: A Death in the Family #1 (2006)
- Gambit #1–4 (1993–1994)
- Ghost Rider/Captain America: Fear #1 (1992)
- Giant-Size Invaders #2  (2006)
- G.I. Joe: A Real American Hero #107 (1990)
- Hulk 1999 #1 (1999)
- The Incredible Hulk vol. 3 #40–43, 77–81 (2002–2005)
- Iron Age #1 (2011)
- Justice #15–23, 25–27, 29–31 (1988–1989)
- Marvel Comics Presents vol. 2 #11 (2008)
- The Mighty Avengers #20 (2009)
- Peter Parker: Spider-Man vol. 2 #13 (2000)
- Secret Invasion: Who Do You Trust #1 (2008)
- The Sensational Spider-Man vol. 2 #38 (2007)
- Shadows & Light #2  (1998)
- Solo Avengers #10 (Doctor Druid) (1988)
- Spider-Man #34 (1993)
- Spider-Man's Tangled Web #7–9 (2001–2002)
- Spider-Man: Death and Destiny #1–3 (2000–2001)
- Spider-Man: The Mysterio Manifesto #1–3 (2001)
- Stan Lee Meets the Thing #1 (2006)
- Thor vol. 2 #15 (1999)
- Uncanny X-Men #314 (1994)
- What The?! #11 (1991)
- Wild Cards #2  (1990)
- Winter Soldier: Winter Kills #1 (2007)
- Wolverine/Punisher #1–5 (2004)
- X-Man #9 (1995)
- X-Men: The Magneto War #1 (1999)